# پولوتسک
پولوتسک (به لاتین: Polotsk) یک شهر در بلاروس است که در منطقه ویتبسک واقع شده‌است.

## خصوصیات
پولوتسک ۴۰٫۷۷ کیلومترمربع مساحت و ۸۲٬۵۴۷ نفر جمعیت دارد و ۱۱۱ متر بالاتر از سطح دریا واقع شده‌است.

## خواهرخوانده
شهرهای یوناوا و فریدریشسهافن خواهرخوانده‌های پولوتسک هستند.

## نگارخانه

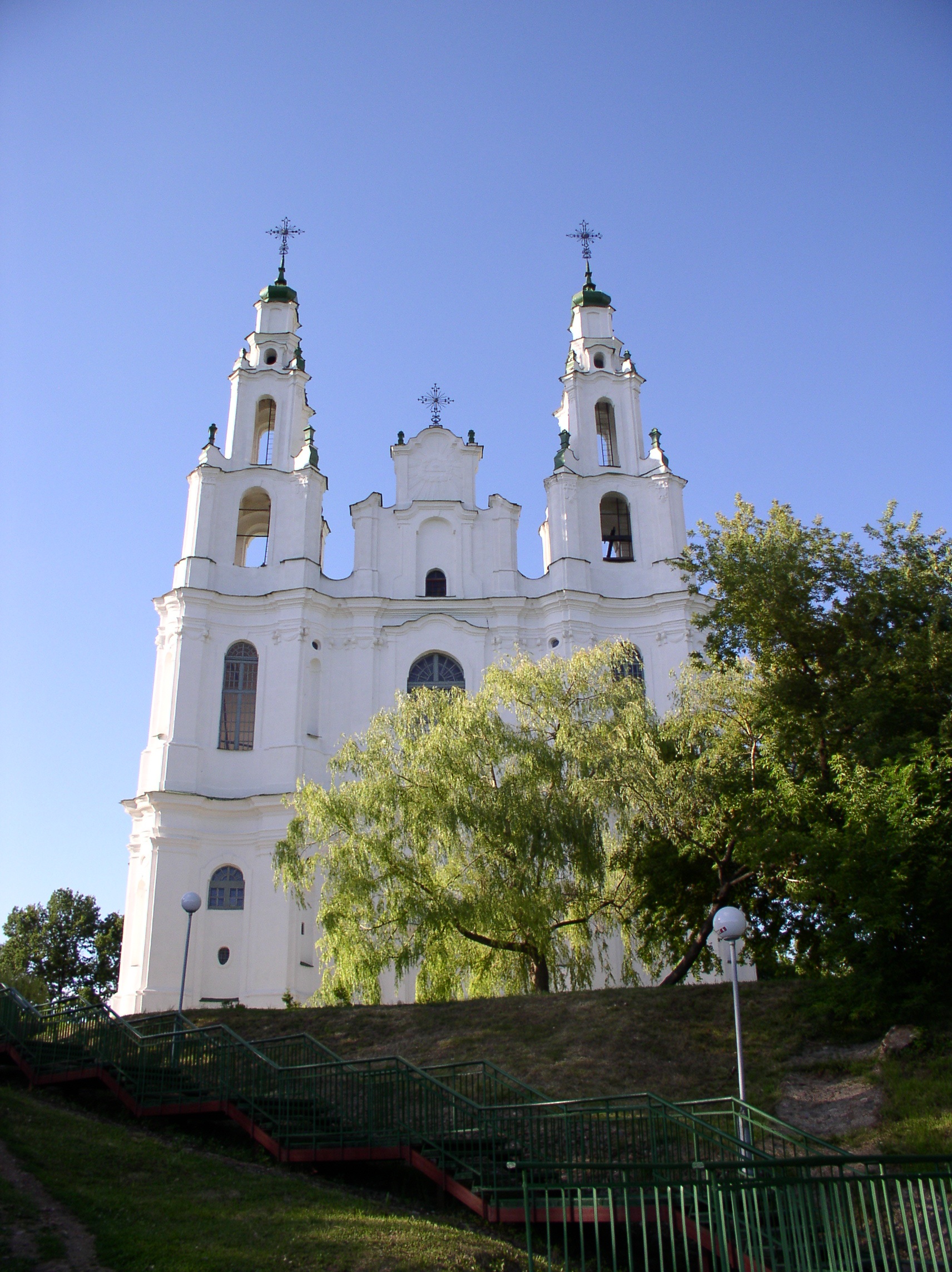
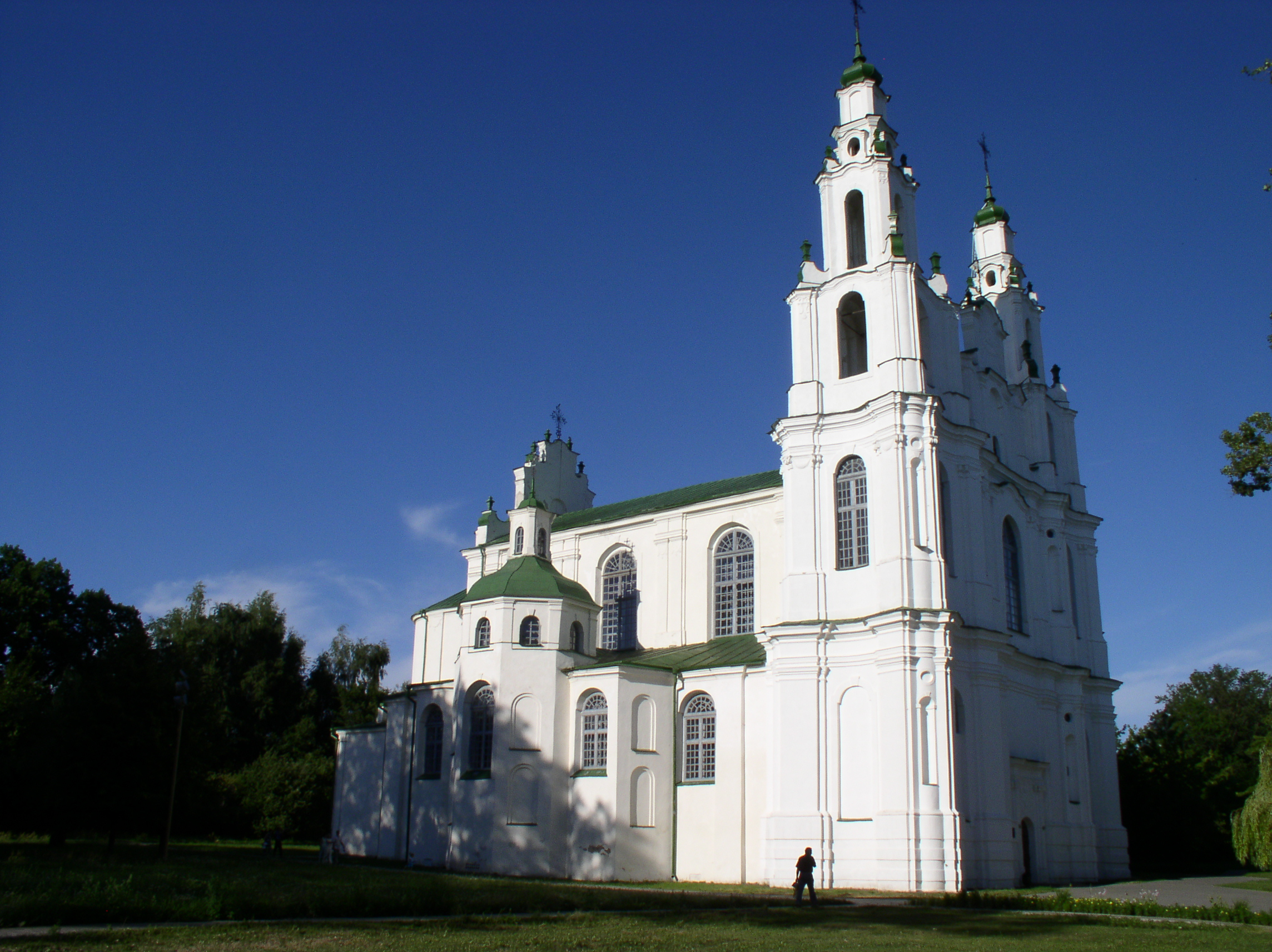
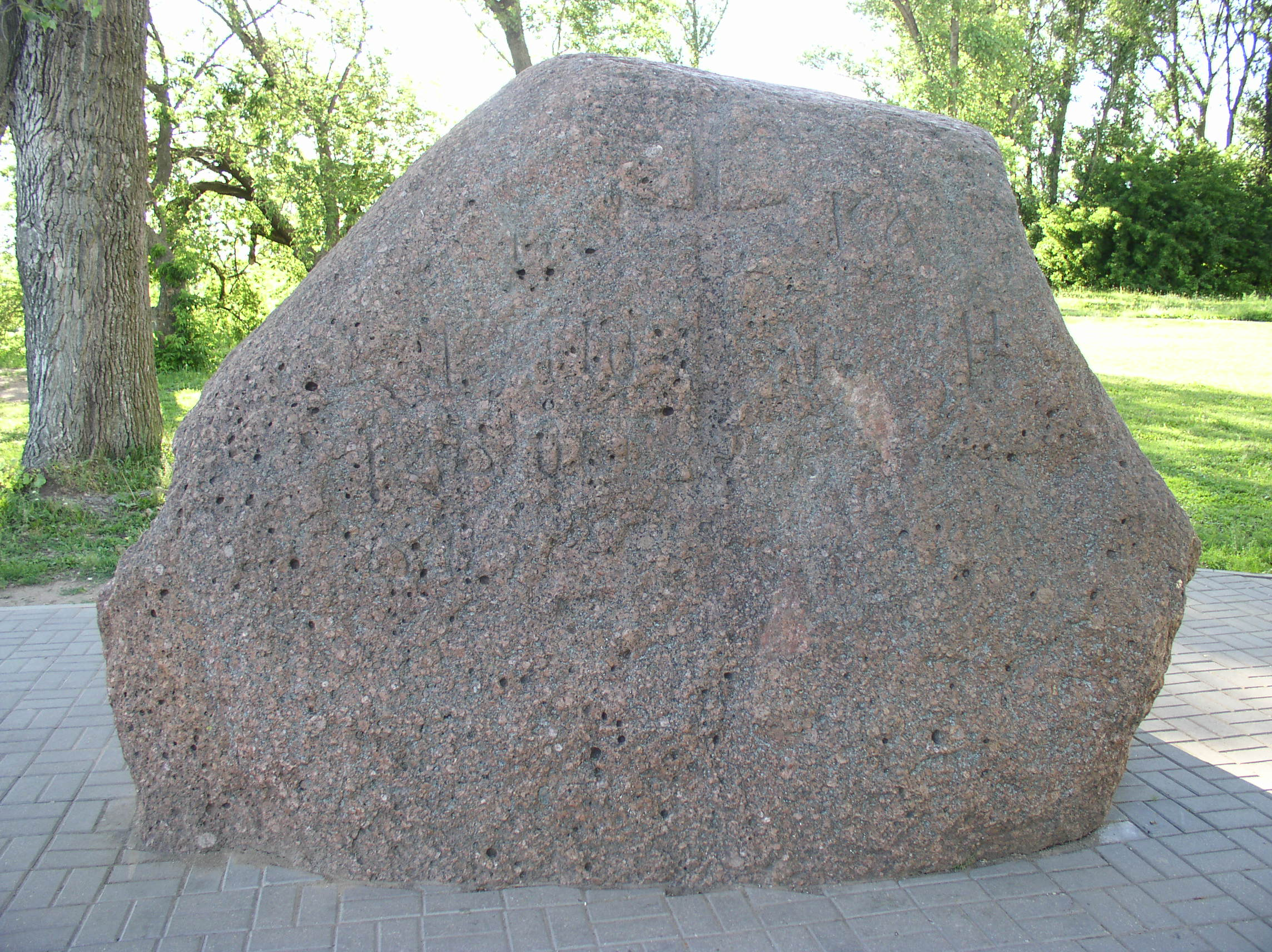
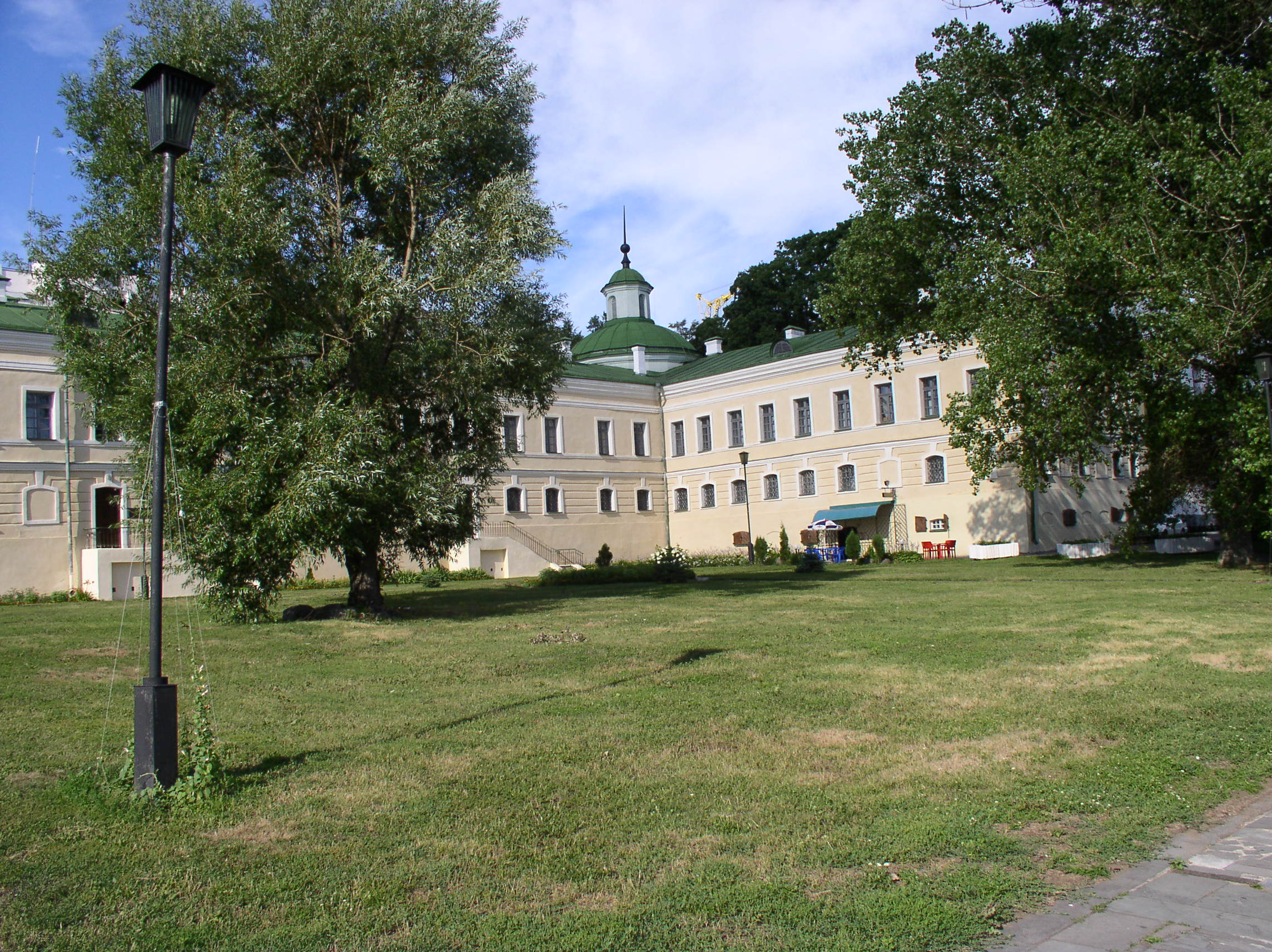
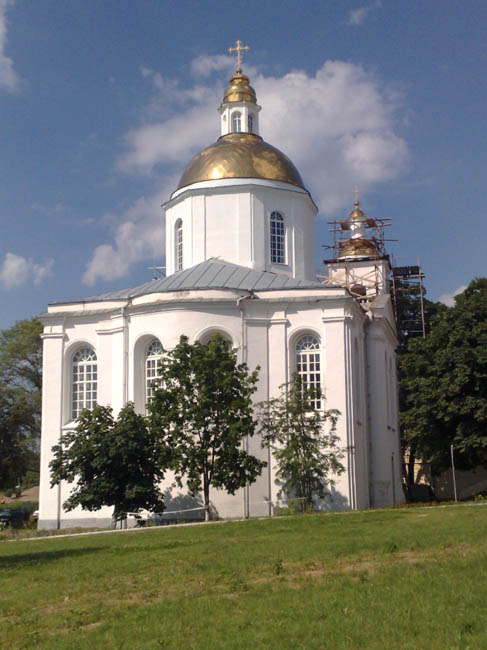
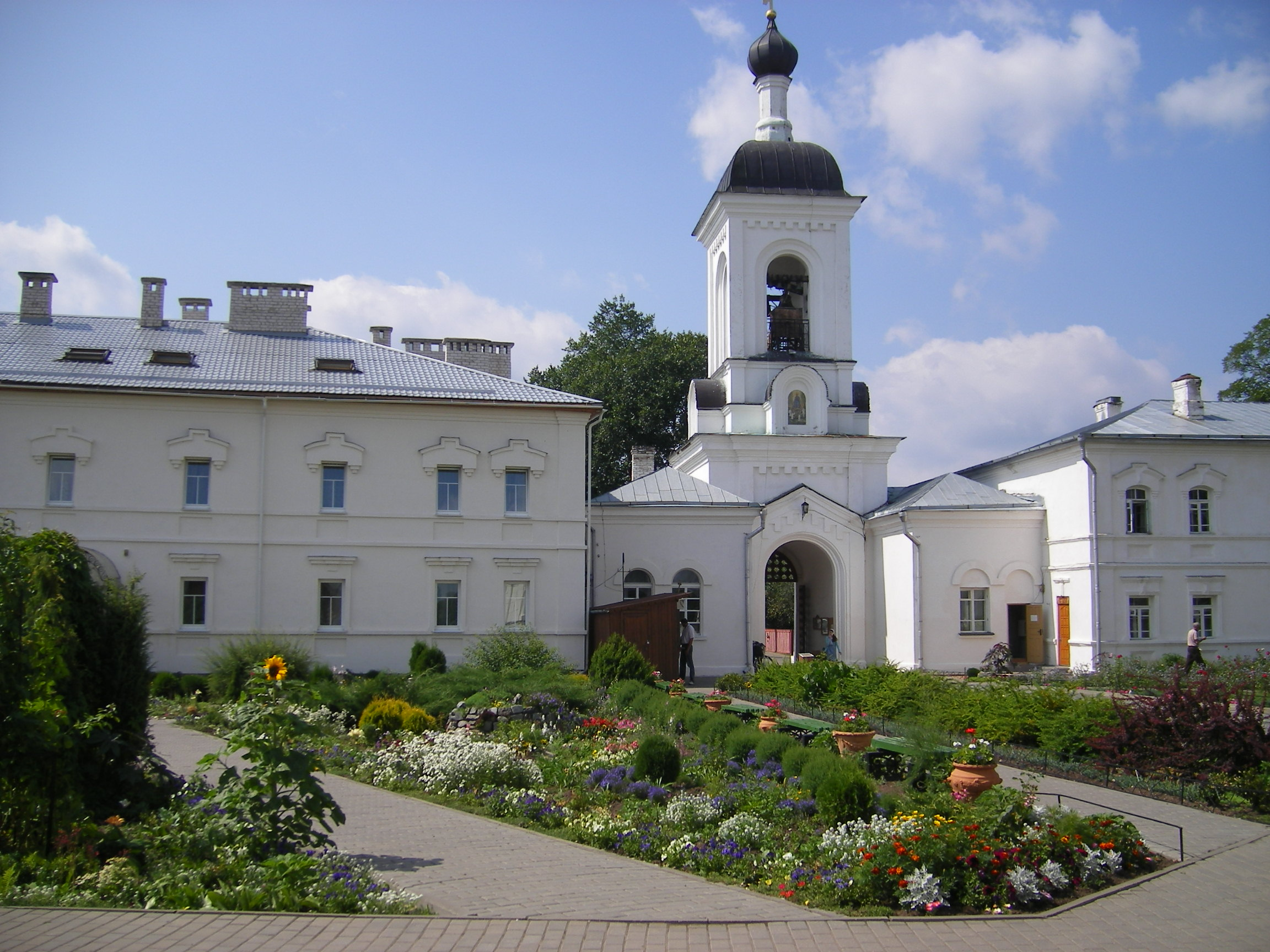
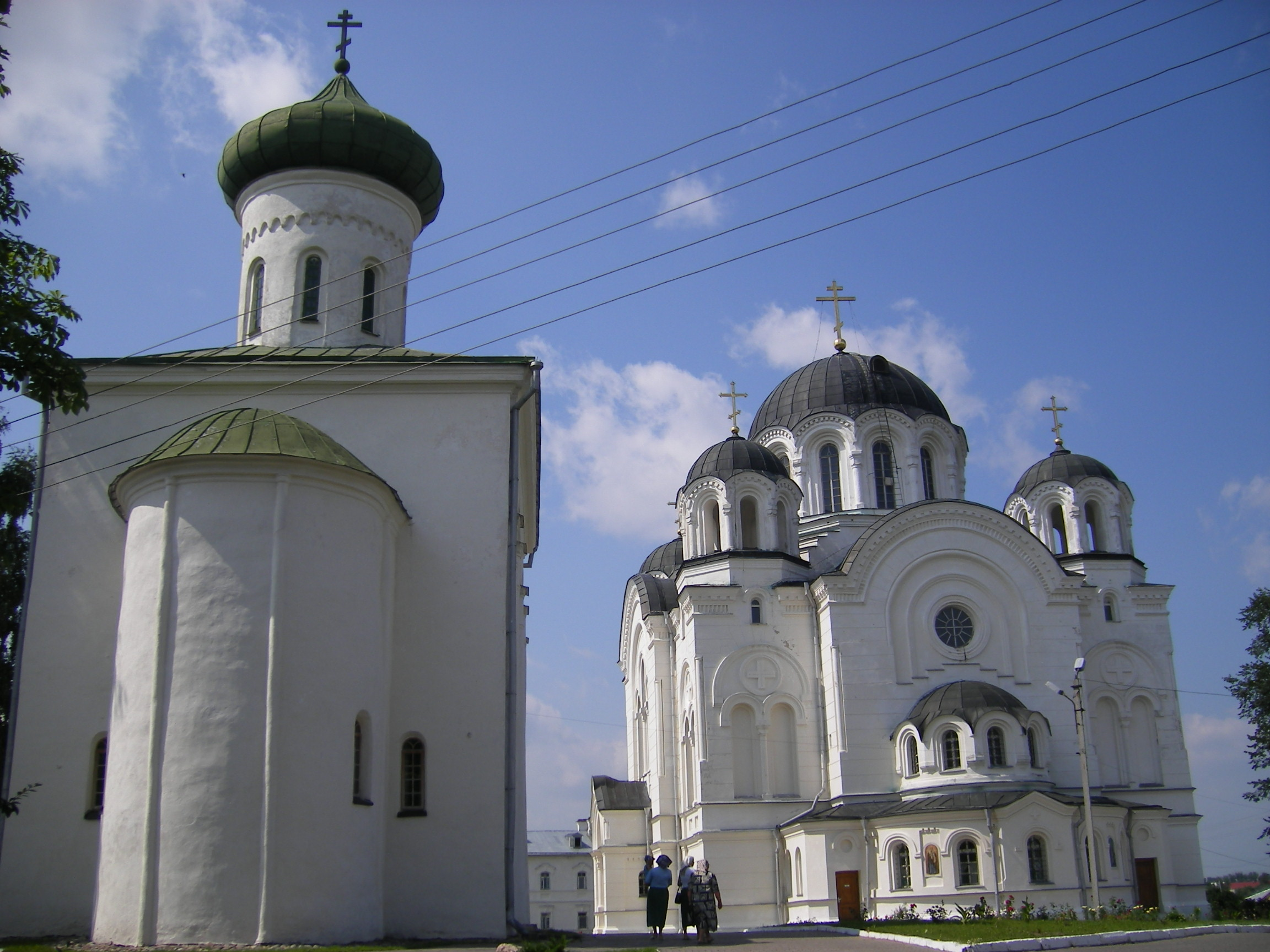
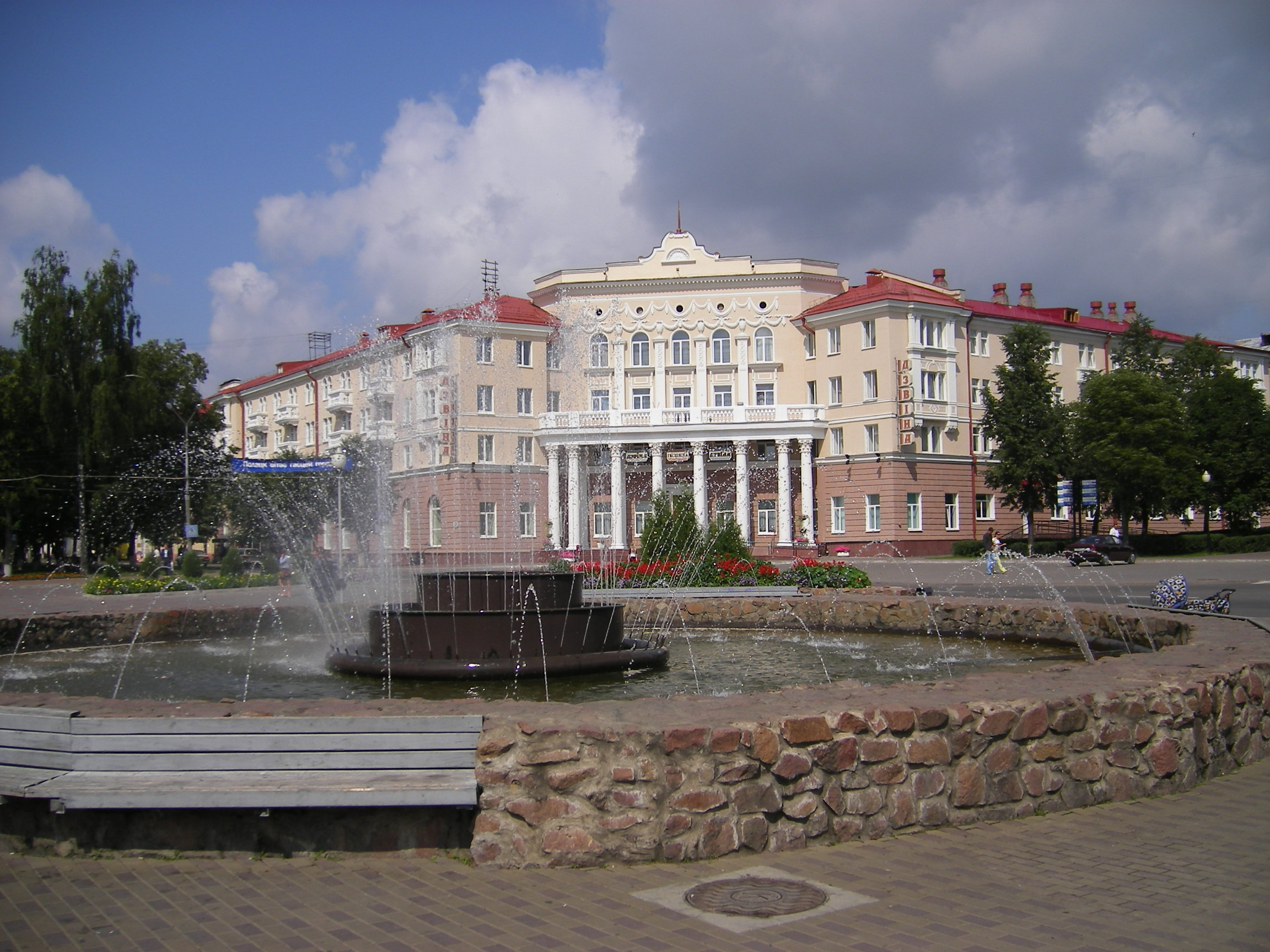
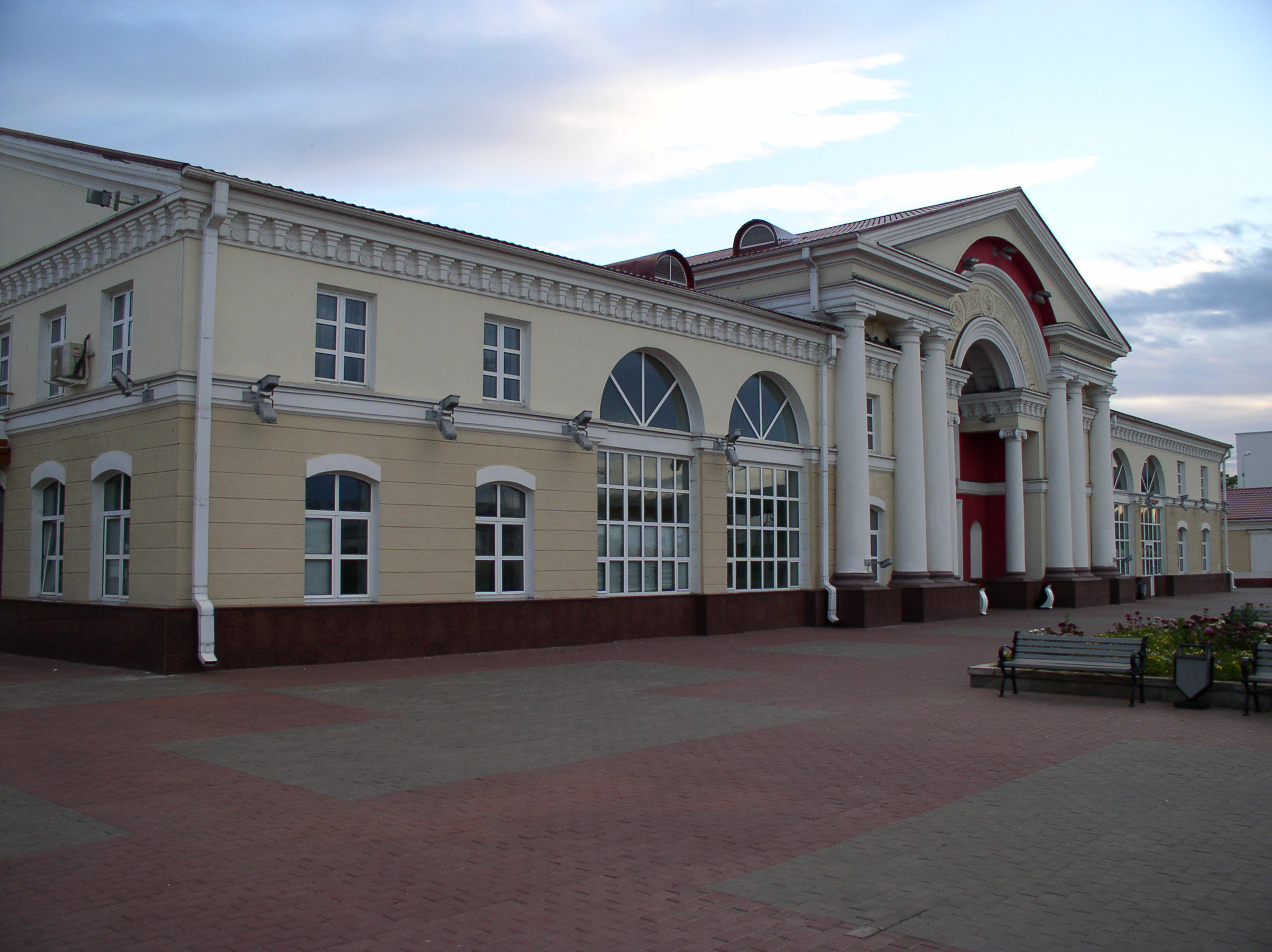
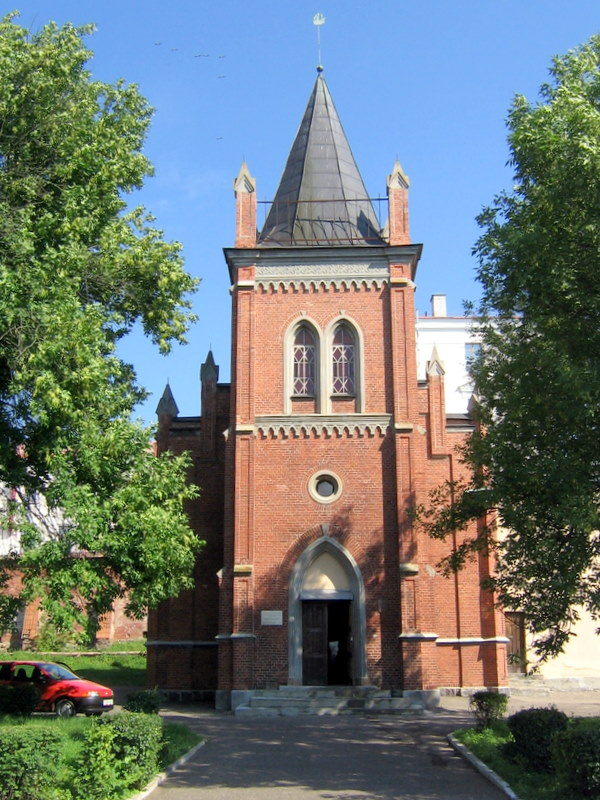
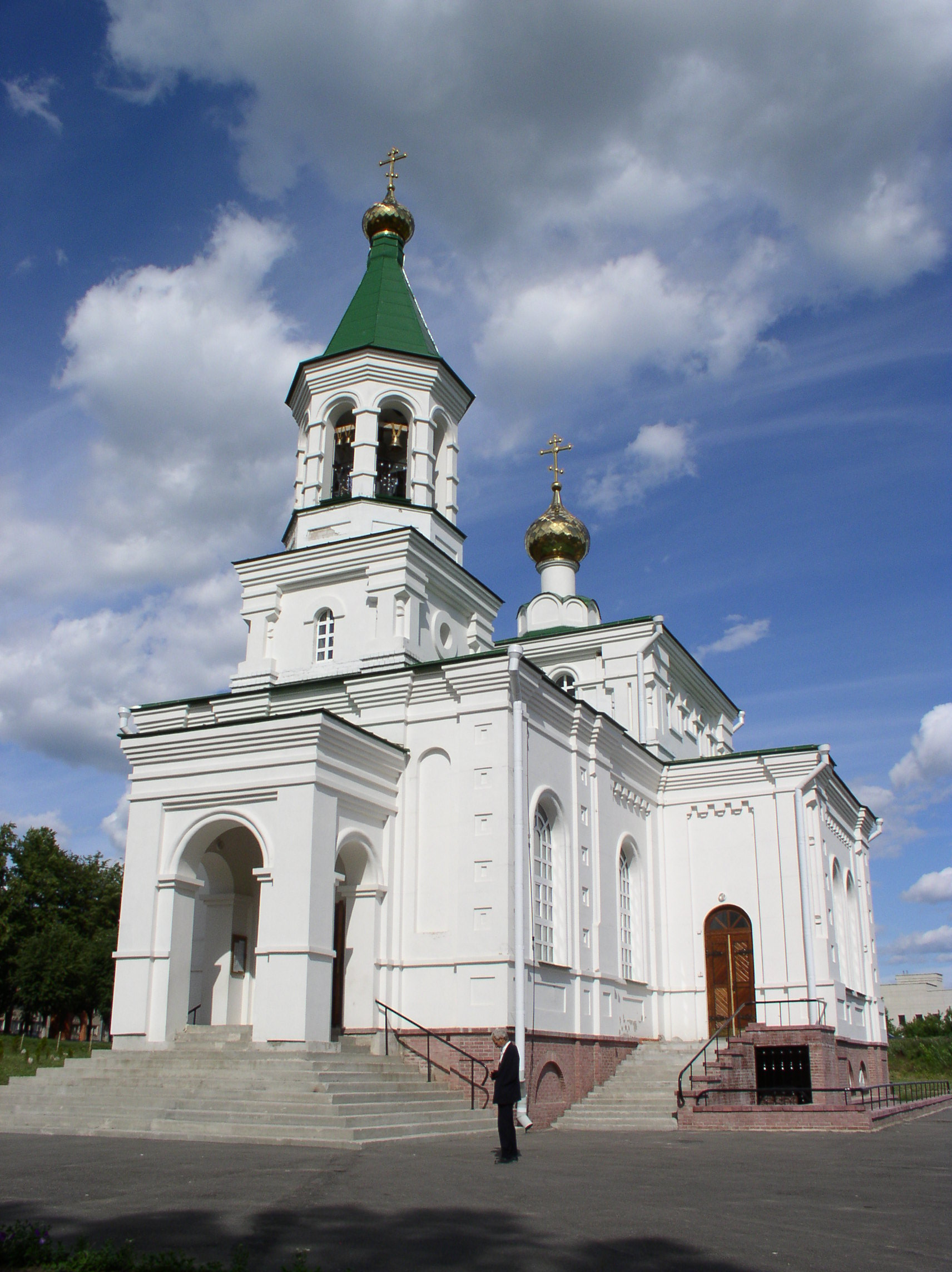
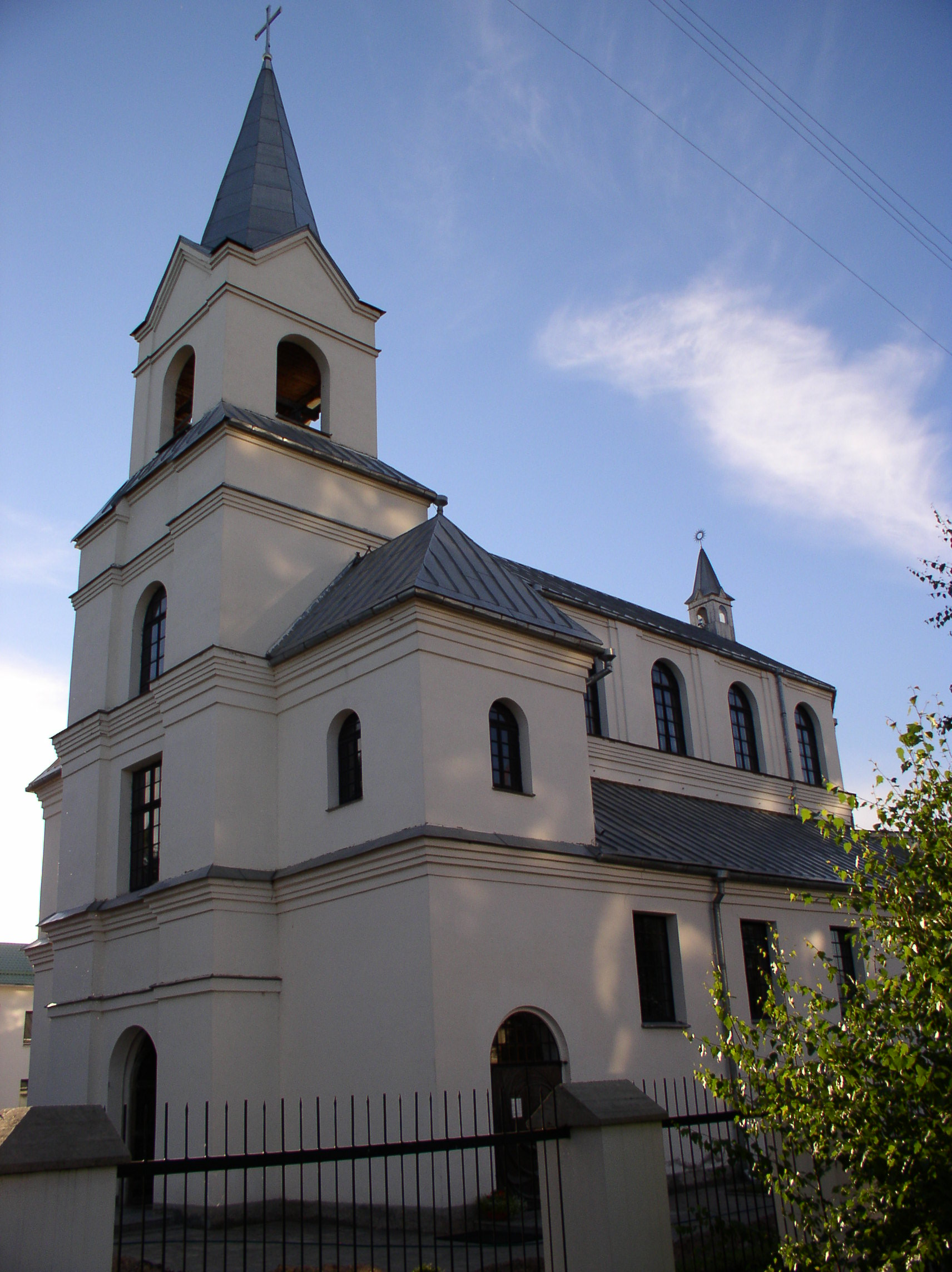